# 2023年森美兰州选举
2023年森美兰州选举（英語：2023 Negeri Sembilan state election）是于2023年8月12日举行的第十五届森美兰州选举，此届第14届州会于2023年7月1日解散。
此次选举是与雪兰莪、吉兰丹、登嘉楼、槟城、和吉打同步举行。
2023年8月13日，阿敏努丁宣誓成为森美兰新州务大臣。